# Fuglejagten
Fuglejagten er en film instrueret af Christian Dyekjær, der har skrevet manuskript af  med Mette Damgaard-Sørensen.

## Handling
12-årige Victor og hans far er taget til det årlige ornitologi-stævne, hvor Victor vil bevise sit værd ved at spotte den mest sjældne fugl og vinde 1.-præmien for sin fars skyld. Det virker realistisk, da sidste års vinder, den opblæste Daniel, har brækket benet og ikke kan deltage. Men Daniel dukker op, og nu sættes kampen ind, og alle kneb gælder...